# مزرعة مابل فرونت
مزرعة مابل فرونت، والمعروفة أيضًا باسم مزرعة لوكست فرونت ومزرعة دبليو. كاي. كليمَر، هي منزل ومجمع مزرعي تاريخي يقع بالقرب من بلدة ميدلبروك، في مقاطعة أوغوستا، فيرجينيا. بُني المنزل حوالي عام 1900، وهو منزل مكوّن من طابقين وثلاثة أقسام (فتحات نوافذ/أبواب). وتشمل الممتلكات أيضًا مبانٍ مساندة ذات أهمية تاريخية، مثل بيت الغسيل، وبيت اللحوم، ومستودع الحطب، وبنية لتوليد غاز الأسيتيلين، وبرج جرس المزرعة، ومستودع، ومخزن للحبوب (صومعة).
أدرج في السجل الوطني للأماكن التاريخية في عام 2010.